# إيفا جولي
إيفا جولي (بالفرنسية: Eva Joly)، إزدادت غرو إيفا فارسيث يوم 5 دجنبر 1943 في أوسلو بالنرويج، هي قاضية فرنسية، تحمل جنسيتي النرويج وفرنسا، وتعتبر مرأة سياسية قوية في فرنسا.
برزت على الساحة الإعلامية والسياسية في سنوات 1990.
في عام 2009 تم انتخابها في في البرلمان الأوروبي لدائرة إيل دو فرانس على لائحة أوروبا الإيكولوجية. هي مرشحة خضر أوروبا الإيكولوجية في الانتخابات الرئاسية الفرنسية 2012.

## نبذة عن إيفا جولي
إيفا إزدادت في موتزفلدت (شارع)، بحي متواضع في أوسلو لعائلة بسيطة تعيش من الزراعة. أمضت جزءا من طفولتها في حي الطبقة العاملة (Grünerløkka) حيث المغاسل، المخابز، المطاحن ومصانع أشرعة القوارب والمدارس المشتركة.
عندما كانت تبلغ من العمر 18 سنة، احتلت المرتبة الثالثة في مسابقة ملكة جمال النرويج3، غادرت بلدها النرويج بعدما كانت تمارس مهن بسيطة كالخياطة.
سنة 1967، تزوجت من طالب في كلية الطب، اسمه باسكال جولي، أنجبوا بنت اسمها كارولين، التي أصبحت محامية، وعضوة في نقابة المحامين بباريس، وابن أصبح مهندس.
سنة 1981 قالت أنها نجحت في اجتياز امتحان من أجل الدخول للمدرسة الوطنية للقضاء، اعترفت أن المدرسة لم تطرح عليها أسئلة في المعرفة العامة وهذا ساعدها على الولوج.
تم تعيينها نائب المدعي العام في أورليون عندما بلغت من العمر 38 سنة.

## روابط خارجية
- إيفا جولي على موقع IMDb (الإنجليزية)